# Stanovsko
Stanovsko je naselje v Občini Poljčane.